# لانگنزندلباخ
لانگنزندلباخ (به آلمانی: Langensendelbach) یک شهر در آلمان است که در فورشایم واقع شده‌است. لانگنزندلباخ ۲٬۸۵۰ نفر جمعیت دارد.در تقسیمات فورشایم به دوروستا میرسیم که تحت نظارت مستقیم شهردار اداره میشوند.
پلاک خودرو ها در فورشایم با توجه به حروف آغازین فورشایم،با حروف (fo) نمایش داده میشود.